# Ronald Chammah
Pour les articles homonymes, voir Chammah.
Ronald Chammah, né au Liban le 2 janvier 1951 est un producteur et réalisateur français d’origine juive syrienne. Il est aussi distributeur de films et commissaire d'expositions.

## Biographie
Depuis 1982, il est marié avec l'actrice Isabelle Huppert. Ils ont trois enfants : l'actrice et réalisatrice Lolita Chammah (née en 1983), Lorenzo (né en 1988) et Angelo (né en 1997).
Il est directeur artistique des manifestations les Nuits blanches en 2008, et membre du jury du Festival du film de Poitiers en 2015.
Il assure la gérance de deux sociétés qui sont au service du cinéma, dont Isabelle Huppert est la figure de proue. Les SARL Les Films du Camélia et Camélia Cinémas sont respectivement consacrées à la production de films et à la distribution de films,,.

## Filmographie
- 1978 : Mœurs cachées de la bourgeoisie de Tonino Cervi (assistant réalisateur)
- 1983 : L'Homme blessé de Patrice Chéreau (assistant réalisateur)
- 1984 : Les Cavaliers de l'orage (réalisateur seconde équipe)
- 1988 : Milan noir (réalisateur)
- 1994 : L'Inondation d'Igor Minaiev (producteur associé)
- 1997 : Le Pacificateur de Mimi Leder (cascadeur)
- 1999 : La Vie moderne de Laurence Ferreira Barbosa (coproducteur)
- 1999 : Saint-Cyr de Patricia Mazuy (coproducteur)
- 2000 : De l'origine du XXIe siècle de Jean-Luc Godard (court-métrage : narrateur)
- 2000 : Comédie de l'innocence de Raoul Ruiz (coproducteur)
- 2003 : Ma mère de Christophe Honoré (coproducteur)
- 2007 : Médée Miracle de Tonino de Bernardi (coproducteur)